# Matilde Franco y Aparicio
Matilde Franco y Aparicio (Madrid, 13 de febrer de 1856 - 25 de novembre de 1931) va ser una cantant i actriu de sarsuela espanyola.
Nascuda a Madrid el 13 de febrer de 1856. Es va matricular al Reial Conservatori Superior de Música de Madrid l'octubre de 1870. Deixebla de José Inzenga, va obtenir el primer premi dels concursos públics de cant del centre el 1872.
En sortir del conservatori ja tenia força renom, i ben aviat va ser contractada per diversos teatres. Va començar la carrera artística debutant amb la sarsuela Esperanza i més tard passà al Teatre Jovellanos de Madrid amb La Marsellesa. Després continuà en el mateix gènere a teatres d'arreu d'Espanya i d'Amèrica, treballant al costat de figures importants de la lírica espanyola del moment, com Almerinda Soler, Tirso de Obregón, entre d'altres, i assolint molt d'èxit i prestigi.
Al final de la seva vida es va retirar i va passar a viure amb la seva filla Matilde Soler, allunyada de la vida pública. La seva mort va tenir lloc a Madrid el 25 de novembre de 1931, als 75 anys.